# Liste der Mitglieder der American Academy of Arts and Sciences/1923
Im Jahr 1923 wählte die American Academy of Arts and Sciences 19 Personen zu ihren Mitgliedern.

## Neu gewählte Mitglieder
- Joseph Charles Arthur (1850–1942)
- Carl Lotus Becker (1873–1945)
- George Albert Boulenger (1858–1937)
- Manton Copeland (1881–1971)
- Leslie Colby Cornish (1854–1925)
- Tenney Lombard Davis (1890–1949)
- Henri Guy (1863–1947)
- William Hovgaard (1857–1950)
- James Robertson Jack (1866–1952)
- William Henry Lawrence (1868–1958)
- Roger Irving Lee (1881–1965)
- Duncan Arthur MacInnes (1885–1965)
- Samuel Alfred Mitchell (1874–1960)
- Michael Ivanovitch Rostovtzeff (1870–1952)
- Elvin Charles Stakman (1885–1979)
- Samuel Wesley Stratton (1861–1931)
- Oswald Veblen (1880–1960)
- Edward Pearson Warner (1894–1958)
- Hans Zinsser (1878–1940)